# Миролюбово (Курская область)
Миролю́бово (в старину Нижний Хотемль, Борисово) — деревня в Фатежском районе Курской области. Входит в состав Верхнехотемльского сельсовета.

## География
Расположена в 4 км к югу от Фатежа на левом берегу ручья Верхний Хотемль. Высота над уровнем моря — 201 м.
Климат
Миролюбово, как и весь район, расположено в поясе умеренно континентального климата с тёплым летом и относительно тёплой зимой (Dfb в классификации Кёппена).
Часовой пояс
Деревня Миролюбово, как и вся Курская область, находится в часовой зоне МСК (московское время). Смещение применяемого времени относительно UTC составляет +3:00.

## История
В XIX веке Миролюбово было селом и входило в состав Рождественской волости Фатежского уезда. Село было центром имения князей Мещерских, в которое также входили соседние деревни Рождественское, Кофановка, Миленино, Васильевское и другие. Здесь располагалась усадьба князей. В 1862 году в Миролюбове было 56 дворов, проживало 712 человек (354 мужского пола и 358 женского), действовал православный храм. К 1877 году число дворов увеличилось до 115, а численность населения сократилась до 655 человек.
В 1904 году князь Иван Васильевич Мещерский построил в Миролюбово школу для детей местных крестьян и работников крахмало-паточного завода.
После установления советской власти был создан Миролюбовский сельсовет. В 1954 году Миролюбовский сельсовет был упразднён, Миролюбово вошло в состав Верхнехотемльского сельсовета.
В 1965 году к Миролюбову был присоединён хутор Миролюбовские Выселки.

## Население
| 1862 | 1877 | 1979 | 2002 | 2010 |
| ---- | ---- | ---- | ---- | ---- |
| 712  | ↘655 | ↗745 | ↘471 | ↘382 |

## Образование
В деревне действует Миролюбовская основная общеобразовательная школа, построенная в 1904 году. В деревне 123 дома.

## Транспорт
Миролюбово находится в 1,5 км от автодороги федерального значения М2 «Крым» (Москва — Тула — Орёл — Курск — Белгород — граница с Украиной) как часть европейского маршрута E105, в 4 км от автодороги регионального значения 38К-038 (Фатеж — Дмитриев), на автодорогe межмуниципального значения 38Н-224 (М-2 «Крым» – Миролюбово), в 33 км от ближайшей ж/д станции Возы (линия Орёл — Курск).
В 163 км от аэропорта имени В. Г. Шухова (недалеко от Белгорода).

## Памятники истории
В 200 метрах к северо-западу от Миролюбовского крахмало-паточного завода расположена братская могила 150 советских солдат, погибших во время Великой Отечественной войны в боях с фашистскими захватчиками в 1943 году.